# Simpur (kecamatan)
Simpur (indonez. Kecamatan Simpur) – kecamatan w kabupatenie Hulu Sungai Selatan w prowincji Borneo Południowe w Indonezji.
Kecamatan ten graniczy od północnego zachodu z kecamatanem Daha Selatan, od północnego wschodu z kecamatanem Kandangan, od południa z kecamatanem Sungai Raya, a od zachodu z kecamatanem Kalumpang.
W 2010 roku kecamatan ten zamieszkiwały 13 872 osoby, z których 100% stanowiła ludność wiejska. Mężczyzn było 6 759, a kobiet 7 113. 13 871 osób wyznawało islam.
Znajdują się tutaj miejscowości: Amparaya, Garunggang, Kapuh, Panjampang Bahagia, Pantai Ulin, Simpur, Tebing Tinggi, Ulin, Wasah Hilir, Wasah Hulu, Wasah Tengah.